# Contoocook
Contoocook és una població dels Estats Units a l'estat de Nou Hampshire. Segons el cens del 2000 tenia 1.444 habitants.

## Demografia
Segons el cens del 2000, Contoocook tenia 1.444 habitants, 590 habitatges, i 394 famílies. La densitat de població era de 246,7 habitants per km².
Dels 590 habitatges en un 32% hi vivien nens de menys de 18 anys, en un 55,6% hi vivien parelles casades, en un 7,5% dones solteres, i en un 33,2% no eren unitats familiars. En el 27,5% dels habitatges hi vivien persones soles el 12,5% de les quals corresponia a persones de 65 anys o més que vivien soles. El nombre mitjà de persones vivint en cada habitatge era de 2,45 i el nombre mitjà de persones que vivien en cada família era de 3,04.
Per edats la població es repartia de la següent manera: un 25,8% tenia menys de 18 anys, un 4,8% entre 18 i 24, un 25,4% entre 25 i 44, un 30,1% de 45 a 60 i un 13,9% 65 anys o més.
L'edat mediana era de 42 anys. Per cada 100 dones de 18 o més anys hi havia 87,1 homes.
La renda mediana per habitatge era de 49.038 $ i la renda mediana per família de 56.848 $. Els homes tenien una renda mediana de 46.429 $ mentre que les dones 29.875 $. La renda per capita de la població era de 22.124 $. Entorn del 2,8% de les famílies i el 3,6% de la població estaven per davall del llindar de pobresa.

## Poblacions més properes
El següent diagrama mostra les poblacions més properes.